# どうにもならない望み
「どうにもならない望み」（原題： Helplessly Hoping）は、クロスビー、スティルス&ナッシュが1969年に発表した楽曲。本稿の日本語表記はワーナーミュージック・ジャパンの公式サイトに拠る。

## 概要
作詞作曲はスティーヴン・スティルス。1969年5月29日に発売されたファースト・アルバム『クロスビー、スティルス&ナッシュ』に収録された。また同年7月、シングル「マラケッシュ行急行」のB面に収録された。
頭韻法がふんだんに用いられており（1番は「h」と「g」。2番は「w」と「h」。3番は「s」と「l」）、歌詞の内容はジュディ・コリンズとの破局がモチーフとなっている。1971年に『ローリング・ストーン』が行ったインタビューで「あなたの歌はどれもジュディ・コリンズについて書かれたもののように思えますが」と訊かれると、スティルスは次のように答えた。
「そうだね。男が女といっしょになってできることは三つだ。女を愛し、女によって苦しめられ、それを文学に昇華させる。僕は三つを経たことで成功と失敗を我が物にしたというわけさ」

## 別バージョン
- グループ結成前の1968年前半、スティルスが録音したデモ・バージョン。2007年7月発売のアルバム『Just Roll Tape: April 26, 1968』に収録。アルバムのタイトルに「1968年4月26日」と録音日が記載されているが、これは不正確であることが指摘されている[4]。
- 1969年6月15日に「クロスビー、スティルス、ナッシュ&ヤング」として録音したスタジオ・バージョン。1991年9月発売のボックスセット『CSN』に収録[5]。

## カバー
- スーザン・ウェッブ - 1975年のアルバム『Bye-Bye Pretty Baby』に収録[6]。
- リッチー・ヘブンス - 1990年のライブ・アルバム『Live from The Cellar Door』に収録。
- タクシーライド - 1999年のアルバム『A Walk on the Moon』に収録。
- ガロ - 2006年のボックスセット『GARO BOX』に収録。ラジオ番組出演時の演奏[7]。
- ケリー・メッツガー - 2009年のアルバム『The Light Inside』に収録。
- ジュディ・コリンズ -  2012年のコンピレーション・アルバム『Music Is Love - A Singer-Songwriters' Tribute to the Music of CSN&Y』に収録[8]。